# Episodi di Being Human (serie televisiva 2011) (terza stagione)
La terza stagione della serie televisiva Being Human, composta da 13 episodi, è stata trasmessa negli Stati Uniti sul canale via cavo Syfy dal 14 gennaio all'8 aprile 2013.
In Italia la stagione è stata trasmessa dal 18 settembre al 5 dicembre 2013 sul canale satellitare AXN Sci-Fi.
Gli antagonisti principali sono Liam e Donna.
| nº | Titolo originale                       | Titolo italiano              | Prima TV USA     | Prima TV Italia   |
| -- | -------------------------------------- | ---------------------------- | ---------------- | ----------------- |
| 1  | It's a Shame About Ray                 | Alla ricerca di Sally        | 14 gennaio 2013  | 18 settembre 2013 |
| 2  | (Dead) Girls Just Wanna Have Fun       | Voglia di libertà            | 21 gennaio 2013  | 18 settembre 2013 |
| 3  | The Teens They Are a Changin           | Tutti hanno bisogno di aiuto | 28 gennaio 2013  | 25 settembre 2013 |
| 4  | I'm So Lonesome I Could Die            | Muori e lascia vivere        | 4 febbraio 2013  | 2 ottobre 2013    |
| 5  | Get Outta My Dreams, Get Into My Mouth | Sogni ad occhi aperti        | 11 febbraio 2013 | 9 ottobre 2013    |
| 6  | What's Blood Got to Do With It?        | Che cosa c'entra il sangue?  | 18 febbraio 2013 | 16 ottobre 2013   |
| 7  | One Is Silver and the Other Pagan      | Il patto                     | 25 febbraio 2013 | 23 ottobre 2013   |
| 8  | Your Body Is a Condemned Wonderland    | Voglia di normalità          | 4 marzo 2013     | 30 ottobre 2013   |
| 9  | Of Mice and Wolfmen                    | Topi e lupi mannari          | 11 marzo 2013    | 6 novembre 2013   |
| 10 | For Those About to Rot                 | Ancora in questo mondo       | 18 marzo 2013    | 13 novembre 2013  |
| 11 | If I Only Had a Raw Brain              | Una vita vera                | 25 marzo 2013    | 20 novembre 2013  |
| 12 | Always a Bridesmaid, Never Alive       | Il giorno delle nozze        | 1º aprile 2013   | 27 novembre 2013  |
| 13 | Ruh Roh                                | La cosa giusta               | 8 aprile 2013    | 5 dicembre 2013   |